# Jungermanniàcies
Les jungermanniàcies (Jungermanniaceae) són una família d'hepàtiques folioses de la classe Jungermanniopsida. Tenen una distribució molt àmplia. Diversos gèneres que anteriorment estaven inclosos dins aquesta família actualment estan classificats dins les famílies Myliaceae o Solenostomataceae. La majoria d'espècies es troben en les regions de clima temperat.